# Максин Паетро
Максин Паетро (на английски: Maxine Paetro) е американска писателка, авторка на бестселъри в жанровете трилър и криминален роман. Издавана е в България и като Максин Петро.

## Биография и творчество
Максин Абе Паетро е родена на 19 април 1946 г. в Маями, Флорида, САЩ, в семейството на Самюел и Маделин Паетро. Учи в Университета Джаксънвил. След дипломирането си в периода 1975-1987 г. на ръководни позиции по управление на творческите услуги и операции в рекламните агенции в Ню Йорк – „Saatchi и Saatchi Advertising“, „Ogilvy & Mather“, „Young & Rubicam“, „Foote, Cone & Belding Communications“ и „DFS / Dorland Worldwide“.
През 1979 г. е публикувана първата ѝ книга „How to Put Your Book Together and Get a Job in Advertising“, който е наръчник начинаещите в за рекламната индустрия и успеха в нея.
През 1986 г. е издаден първият ѝ роман „Manshare“. Главната героиня Хана работи в голямо списание в Ню Йорк и се стреми да се издигне в йерархията. След него тя напуска работата си и се посвещава на писателската си кариера.
През 2001 г. се омъжва за Джон Дъфи, бивш старши вицепрезидент за международни договори в облигационния отдел на застрахователната компания „Либърти“, основател и главен изпълнителен директор на консултантската компания „Manhattan Bridge“. Има един доведен син.
През 2005 г. започва да пише романи към поредицата Женски клуб „Убийства“ заедно с писателя Джеймс Патерсън (с когото са работили някога в рекламата преди той да стане писател). Романите стават бестселъри и я правят известна.
През 2010 г. с Патерсън издават романа „Детективска агенция Private“ от едноименната франчайз поредица.
Тя е създателка през 1984 г. на градината „Броколи Хол“ в Аменя, Ню Йорк, която е представена в национални списания за градинарство.
Максин Паетро живее със семейството си в Ню Йорк.

## Произведения
Самостоятелни романи
- Manshare (1986)
- Babydreams (1989)
- Windfall (1991)
- Swimsuit (2009) – с Джеймс Патерсън
Плажът, изд.: ИК „Хермес“, Пловдив (2009), прев. Диана Кутева
- Woman of God (2016) – с Джеймс Патерсън

### Серия „Женски клуб „Убийства“ (Women's Murder Club) – сДжеймс Патерсън
4. 4th of July (2005)
4 юли, изд.: ИК „Колибри“, София (2006), прев. Валерия Панайотова
5. The 5th Horseman (2006)
Петият конник, изд.: ИК „Колибри“, София (2007), прев. Валерия Панайотова
6. The 6th Target (2007)
Шестата жертва, изд.: ИК „Колибри“, София (2009), прев. Десислава Спасова
7. 7th Heaven (2007)
8. 8th Confession (2009)
9. 9th Judgment (2010)
10. 10th Anniversary (2011)
11. 11th Hour (2012)
12. 12th of Never (2013)
13. Unlucky 13 (2014)
14. 14th Deadly Sin (2015)
15. 15th Affair (2016)
16. 16th Seduction (2017)
17. 17th Suspect (2018)
* The Trial (2016)
* The Medical Examiner (2017)

### Серия „Детективска агенция Private“ (Private) – с Джеймс Патерсън
1. Private (2010)
Детективска агенция Private, изд.: ИК „Ентусиаст“, София (2011), прев. Богдан Русев
4. Private: #1 Suspect (2012)
Заподозрян №1, изд.: ИК „Ентусиаст“, София (2013), прев. Деница Каракушева
9. Private Vegas (2015)
Вегас, изд.: ИК „Ентусиаст“, София (2017), прев. Свилен Стойчев

### Серия „Изповеди“ (Confessions) – с Джеймс Патерсън
1. Confessions of a Murder Suspect (2012)
2. The Private School Murders (2012)
3. The Paris Mysteries (2012)
4. The Murder of an Angel (2015)

### Участие в общи серии с други писатели

#### Серия „Фотоалбум“ (BookShots) – с Джеймс Патерсън
- The Trial (2016)
- The Medical Examiner (2017)

от серията има още 57 романа от различни автори

### Документалистика
- How to Put Your Book Together and Get a Job in Advertising (1979)
- Dream Lovers: The Magnificent Shattered Lives (1994) – с Дод Дарин, биография на Боби Дарин и Сандра Дий